# Humboldt Box

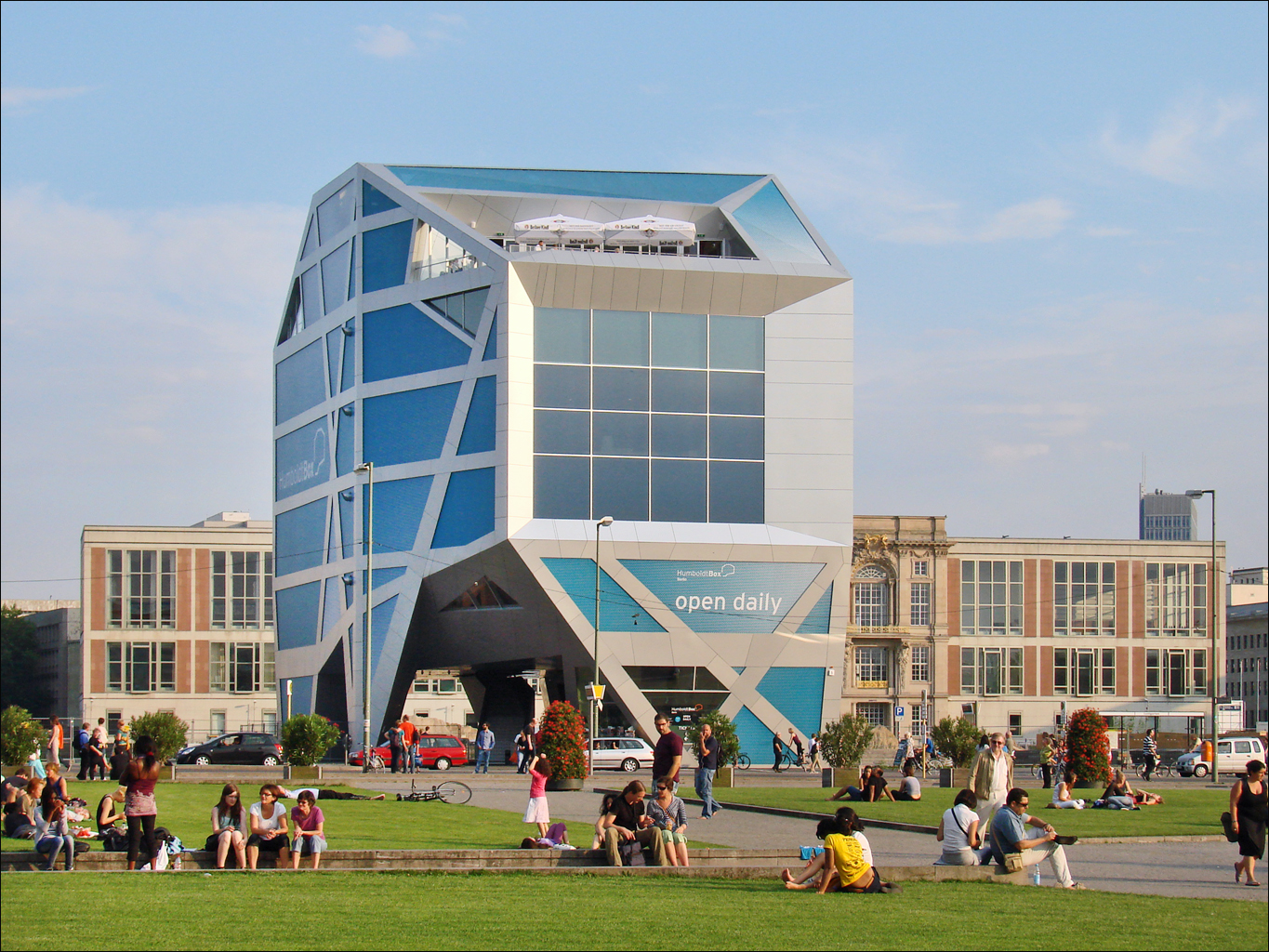
Vista della facciata del museo

L'Humboldt Box (scritto anche Humboldt-Box) è un museo situato sulla Schloßplatz nel centro di Berlino, in Germania. È stato costruito come spazio espositivo temporaneo per il progetto di costruzione del Humboldt Forum.

## Descrizione
L'edificio museale, composto da cinque piani e dotato sul tetto di terrazze e di un ristorante con vista sul Lustgarten, era alto 28 metri e aveva una superficie di 3.000 metri quadrati. È stato aperto il 29 giugno 2011 e dopo 50 giorni dall'inaugurazione era già stato visitato da centomila persone. La struttura è stata demolita nel febbraio del 2019, prima del completamento dell'Humboldt Forum. L'Humboldt Box fu progettato dallo studio di architettura KSV Krüger Schuberth Vandreike.